# Vanuatuglasögonfågel
Vanuatuglasögonfågel (Zosterops flavifrons) är en fågel i familjen glasögonfåglar inom ordningen tättingar.

## Utseende och läte
Vanuatuglasögonfågeln är en liten tätting med gröngul ovansida, gul undersida och en bred vit ring kring ögat. Liknande gråryggig glasögonfågel har just grå rygg, men också persikofärgad undersida. Lätet är ett ljust "tzeep-tzeep" som upprepas ofta.

## Utbredning och systematik
Vanuatuglasögonfågel förekommer i Vanuatu och delas in i sju underarter med följande utbredning:
- Zosterops flavifrons gauensis – Gau
- Zosterops flavifrons perplexus – Vanua Lava
- Zosterops flavifrons brevicauda – Malo och Espiritu Santo
- Zosterops flavifrons macgillivrayi – Malekula I
- Zosterops flavifrons efatensis – Nguna, Efate och Erromanga
- Zosterops flavifrons flavifrons – Tanna
- Zosterops flavifrons majusculus – Aneityum

## Levnadssätt
Vanuatuglasögonfågeln bebor mestadels skogsområden, men är också vanlig i öppen buskmark och trädgårdar.

## Status och hot
Arten har ett stort utbredningsområde, men tros minska i antal, dock inte tillräckligt kraftigt för att den ska betraktas som hotad. Internationella naturvårdsunionen IUCN listar arten som livskraftig (LC).